# Karl Brugmann
Friedrich Karl Brugmann (Wiesbaden, 16 maart 1849 - Leipzig, 29 juni 1919) was een Duitse taalkundige die van groot belang is geweest voor de studie van de Indo-Europese talen.
Brugmann was van 1887 tot het einde van zijn leven hoogleraar Sanskriet en vergelijkende taalwetenschappen aan de Universiteit van Leipzig. Vanuit die positie droeg hij bij aan het tot stand komen van de Grundriss der vergleichenden Grammatik der indogermanischen Sprachen (gepubliceerd tussen 1886 en 1893), een monumentaal werk waarin Brugmann, samen met Berthold Delbrück, de fonologie, morfologie en woordvorming van de Indo-Europese talen uitvoerig beschreef. Brugmann ging bij de totstandkoming van de Grundriss te werk volgens de methodieken van de Junggrammatiker (Neogrammatici). Hij formuleerde op puur empirische wijze de verschillende onderwerpen. Hij wilde slechts de feitelijke voorbeelden over de verschillende Indo-Europese talen noemen, en hield zich ver van interpretatie of nuancering. Deze strikte methodologie is kenmerkend voor de Neogrammatici. In zijn Morphologische Untersuchungen (1878) gaf Brugmann een 'neogrammatische' onderbouwing van en visie op zijn wetenschappelijke werk.
De studie naar de Indo-Europese taalgeschiedenis was ook al vóór het optreden van Brugmann een tak van wetenschappelijk onderzoek. August Schleicher en Franz Bopp hadden ieder al een Indo-Germaanse grammatica geschreven en Brugmann werd zeker geïnspireerd door hun werk. Ook werd hij beïnvloed door onderzoekers als Bartholomae, Hübschmann en Thurneysen, die allen actief waren op deelgebieden van de Indo-Europese taalkunde.
In 1891 stichtte hij samen met Wilhelm Streitberg het wetenschappelijke tijdschrift Indogermanische Forschungen.